# Ryokan (kro)
Ryokan (japansk: 旅館) er en form for traditionel japansk kro med oprindelse i Edo-perioden (1603–1868), hvor disse kroer servicerede rejsende langs Japans hovedveje. De har typisk rum indrettet med tatami-måtter, fællesbad, og andre fællesområder hvor gæster færdes iklædt yukata.
Det er svært at finde ryokan i Japans hovedstad Tokyo samt andre japanske storbyer på grund af den høje pris sammenlignet med almindelige japanske hoteller. Nogle byer kan dog have ryokan til rimelige priser, selvom ryokan typisk kan findes i mere landlige omgivelser med skønne udsigter, såsom i bjergegne eller ved havet.